# Terra Nativa
Terra Nativa foi um programa de televisão musical brasileiro apresentado pela dupla sertaneja Guilherme & Santiago, que estreou em 1 de abril de 2007 na Rede Bandeirantes. Era exibido nas noites de sexta-feira às 22h00.
O último programa foi exibido no dia 10 de abril de 2009.

## O programa
O programa, com duas horas de apresentação, reunia as vertentes da música sertaneja e contava com Aline Lima, filha de Chitãozinho, como repórter especial, apresentando informações sobre shows, rodeios, festas de peão, além de cobertura desses eventos. O Terra Nativa também apresentava quadros como o Porteira da Fama, em que o telespectador podia mostrar qualquer habilidade ou talento relacionado ao mundo sertanejo, abrindo ainda, espaço para duplas iniciantes. O Terra Nativa foi ao ar durante dois anos, com grande audiência em todo o país.
Vários nomes da música sertaneja, como Gian & Giovani, Zezé Di Camargo & Luciano, Bruno & Marrone, Chitãozinho & Xororó, Leonardo, Milionário & José Rico, Rionegro & Solimões, Jorge & Mateus, Hugo Pena & Gabriel, Guto & Nando, Edson & Hudson, Rick & Renner, Clayton & Romário, Dominguinhos e Fagner, entre outros, já marcaram presença no palco.
Em 2018, a Band cogitou um possível retorno do programa, mas acabou não dando certo.

## Quadros
- Porteira da Fama
- Country Star